# Taeniopteryx mercuryi
Taeniopteryx mercuryi is een steenvlieg uit de familie vroege steenvliegen (Taeniopterygidae). De wetenschappelijke naam van de soort is voor het eerst geldig gepubliceerd in 1996 door Fochetti & Nicolai.